# Mas del carrer de Dalt (Vilaür)
Mas del carrer de Dalt és una obra del municipi de Vilaür (Alt Empordà) inclosa en l'Inventari del Patrimoni Arquitectònic de Catalunya. Situada a la banda de llevant del nucli urbà de la població de Vilaür, a poca distància d'aquest i a la zona coneguda com el barri del Puig, al costat de la casa de can Puig.

## Descripció
Masia de planta rectangular amb la coberta de teula de dues vessants i un altell afegit amb posterioritat. Consta de planta baixa, pis i golfes i presenta un mur de tanca lateral que delimita el jardí, i al que es pot accedir mitjançant un gran portal d'arc rebaixat bastit en maons, integrat en un mur que presenta el coronament ondulat. Totes les obertures de l'edifici són rectangulars i, en general, estan emmarcades amb carreus de pedra, amb les llindes planes i, en determinats casos, els ampits motllurats. A la banda de tramuntana de la façana principal hi ha un pou de planta més o menys circular i, al seu costat, un bassi de pedra rectangular.
La construcció és bastida amb còdols de pedra i pedres sense treballar. El parament anava revestit amb una capa de morter arrebossat. Moltes de les refeccions han estat arranjades amb maons i material constructiu.